# Speonomus longicornis
Speonomus longicornis es una especie de escarabajo del género Speonomus, familia Leiodidae. Fue descrita por Félicien Henry Caignart de Saulcy en 1872. Se encuentra en Francia.

## Subespecies
Se reconocen las siguientes:
- S. l. fauveaui
- S. l. fuxeensis
- S. l. hermensis
- S. l. longicornis
- S. l. pandelei
- S. l. perieri